# 잉가 스트렐코바오볼디나
잉가 스트렐코바오볼디나(러시아어: Инга Стрелкова-Оболдина, 1968년 12월 23일 ~ )는 러시아의 배우이다.